# Wilhelmine-Marie de Danemark
La princesse Wilhelmine-Marie de Danemark et de Norvège (danois : Vilhelmine af Danmark ; allemand : Wilhelmine von Dänemark) (18 janvier 1808, Kiel, duché de Holstein – 30 mai 1891 à Glücksbourg, Schleswig-Holstein) est une princesse de Danemark en tant que fille de Frédéric VI de Danemark. Elle épouse son cousin, le futur roi Frédéric VII de Danemark, mais le mariage se termine par un divorce.

## Famille
La princesse Wilhelmine-Marie est la fille du prince héritier Frédéric et de son épouse et cousine germaine, Marie-Sophie de Hesse-Cassel. Son père Frédéric est le seul fils du roi Christian VII de Danemark. Il est nommé régent à l'âge de 16 ans, en 1784, parce que son père, le roi Christian VII, connaissent de graves problèmes psychologiques et est incapable d'exercer le pouvoir. Dans les deux mois de la naissance de Wilhelmine-Marie, son grand-père est décédé d'un anévrisme cérébral et son père devient roi. Au moment de sa mort, elle est la dernière survivante des petits-enfants de Christian VII.

## Premier mariage

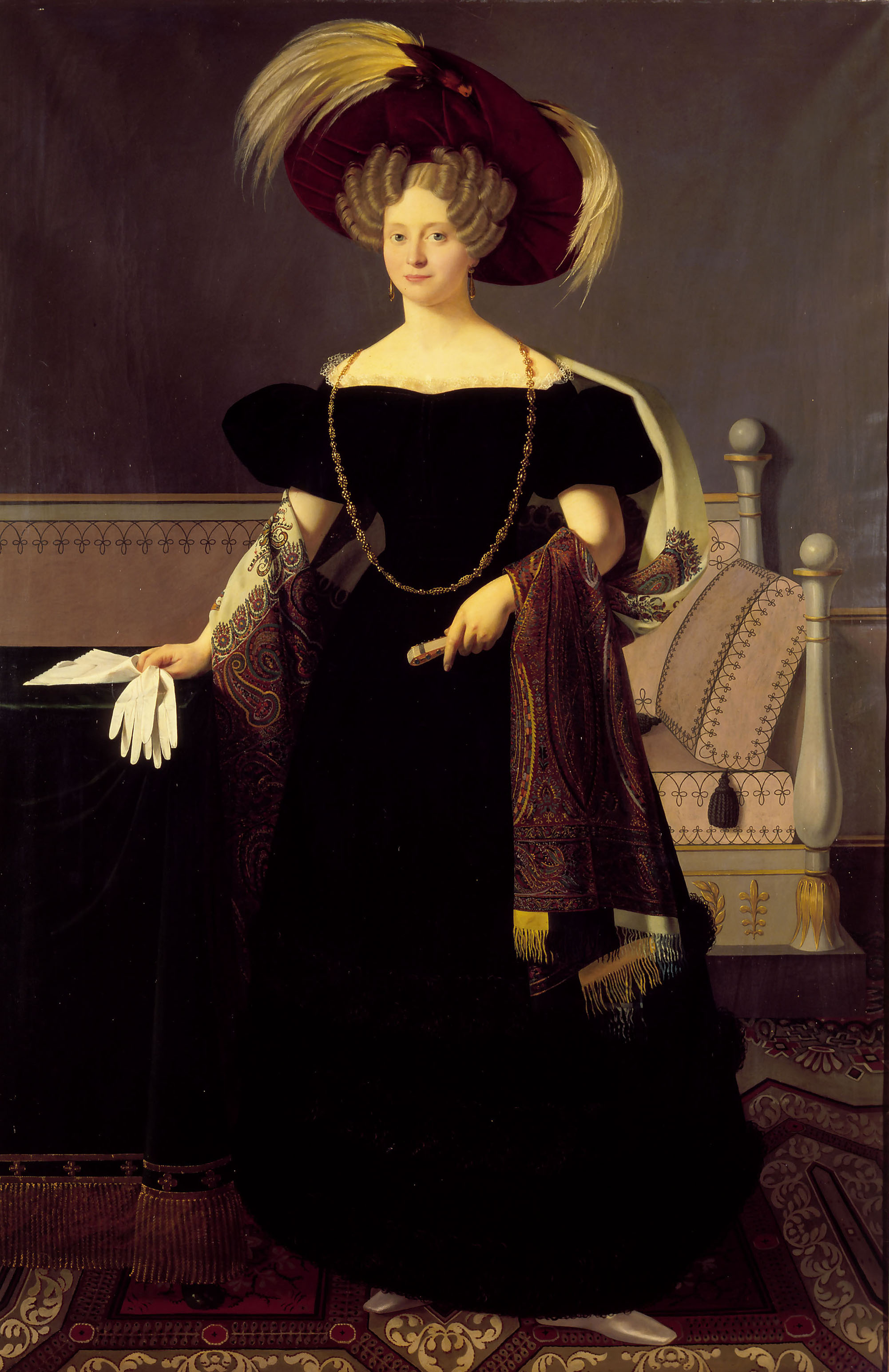
Wilhelmine-Marie.

Comme son père n'a aucun fils légitime survivant, Wilhelmine-Marie est un très beau parti. Parmi ses prétendants, le futur Oscar Ier de Suède de la nouvelle dynastie Bernadotte. Le 1er novembre 1828 à Copenhague, elle épouse le prince Frédéric de Danemark, le futur roi Frédéric VII. L'engagement est rendu officiel en 1826. Le prince Frédéric est un descendant direct de Frédéric V de Danemark et de sa seconde épouse Juliane-Marie de Brunswick. Le mariage unissant les deux lignes de la maison royale, qui a une relation tendue depuis 1814, est très populaire. Les célébrations sont exceptionnellement vives, avec des illuminations, des poèmes, des fêtes et une fondation, Vilhelmine-Stiftelsen. Le mariage est rapidement apparu malheureux. Frédéric continue sa vie de débauche avec des infidélités et une forte consommation d'alcool. Il est dit que Wilhelmine, bien que gentille et douce, manque de caractère et est incapable de gagner une quelconque influence sur Frédéric. Son mariage malheureux est aussi une cause de préoccupation pour ses parents, qui se sont sentis désolés pour elle. Le couple se sépare en 1834, et divorce en 1837.

## Deuxième mariage

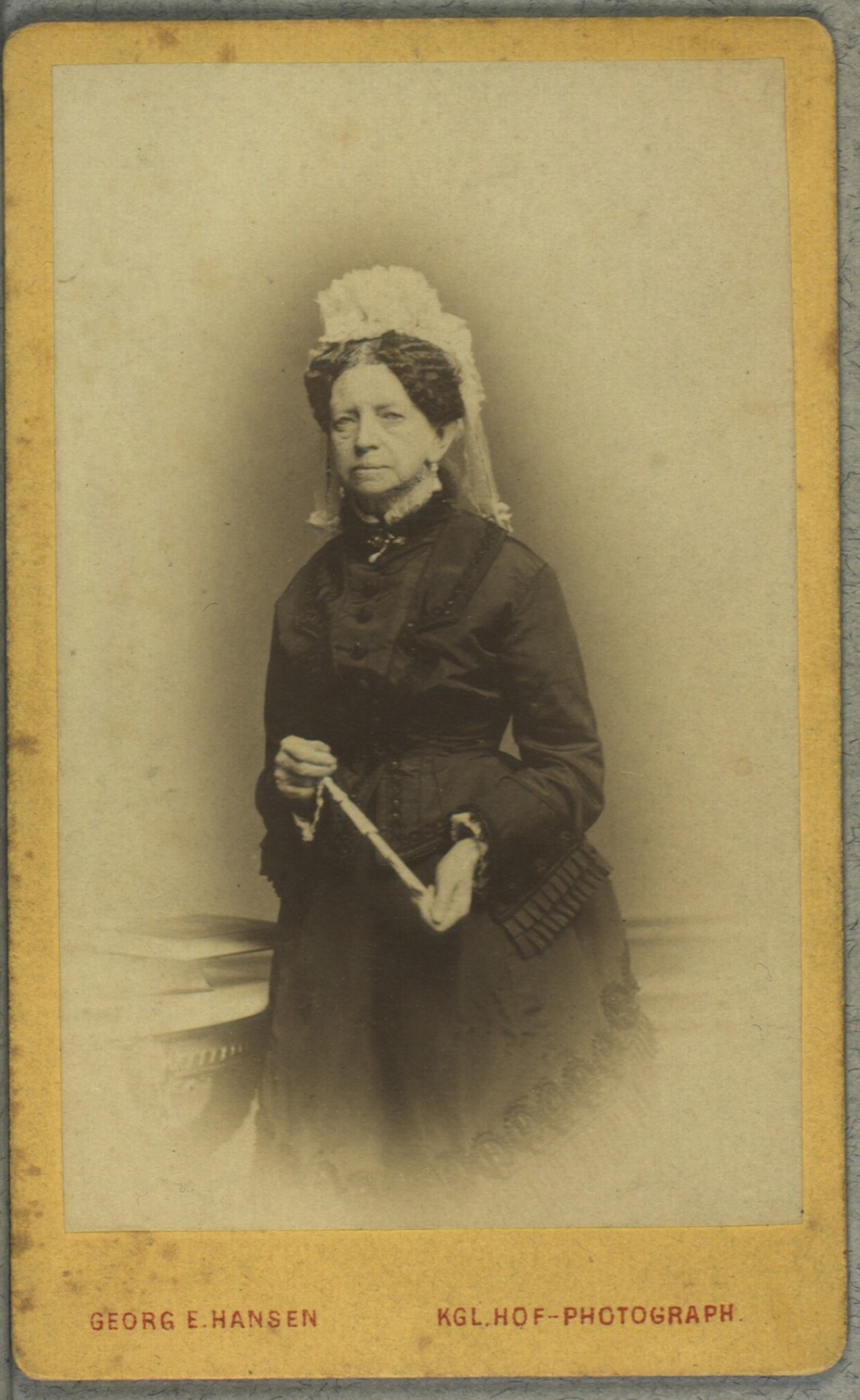
Photo de la princesse Wilhelmine-Marie de Danemark.

Au palais d'Amalienborg, le 19 mai 1838, elle épouse Charles de Schleswig-Holstein-Sonderbourg-Glücksbourg, frère aîné du futur Christian IX, et prend résidence à Kiel. Son deuxième mariage est très heureux. Ses deux mariages n'ont pas d'enfant. Beaucoup croient qu'elle est stérile, comme il n'y a pas eu de fausses couches ou de mort-nés.
Au cours de la première guerre de Schleswig (1848-1851), son conjoint se bat activement contre le Danemark. Les relations de Wilhelmine avec la famille royale danoise sont rompues pendant un certain temps. Pendant la guerre, elle réside dans la ville de Dresde. En 1852, il y a un rapprochement et elle a de nouveau bénéficié d'une relation de proximité avec sa famille à Copenhague et elle vit souvent à Louisenlund. Son statut de fille d'un roi l'aide à retrouver sa popularité parmi le peuple danois. En 1863, son beau-frère devient le roi Christian IX de Danemark. En 1870, elle prend résidence dans le château de Glücksburg, où elle vit le reste de sa vie. Charles est mort en 1878. Wilhelmine passe sa vieillesse isolée, elle perd son audition et a ainsi de la difficulté à communiquer dans la vie sociale, mais elle passe beaucoup de temps à pratiquer la charité et est devenue populaire à Glücksbourg à cause de cela.